# Elsterwerdaer Platz (metropolitana di Berlino)
La stazione di Elsterwerdaer Platz è una stazione della metropolitana di Berlino, sulla linea U5.

## Storia
La stazione di Elsterwerdaer Platz fu progettata come capolinea orientale del prolungamento della linea E (oggi U5) dall'allora capolinea di Tierpark; tale tratta venne aperta all'esercizio il 1º luglio 1988. Il 1º luglio dell'anno successivo la linea venne ulteriormente prolungata verso est, in direzione di Hönow.
Nel 2017 la stazione, analogamente alle altre della tratta, venne posta sotto tutela monumentale (Denkmalschutz) in quanto testimonianza della storia dei trasporti nella Repubblica Democratica Tedesca.

## Interscambi
- Fermata autobus